# Brommer (lied)
Brommer is een lied van de Nederlandse rapper Jebroer. Het werd in 2013 als single uitgebracht en stond in hetzelfde jaar als dertiende track op het Nouveau Riche verzamelalbum Alziend Oor II.

## Achtergrond
Brommer is geschreven door Tim Kimman en Boaz de Jong en geproduceerd door Boaz van de Beatz. Het is een nummer dat past in het genre nederhop en heeft effecten uit de trap en dubstep. In het lied zingt en rapt de artiest over hoe hij zich op straat vertoont op zijn bromfiets en men hem daarop aanschouwt. 

## Hitnoteringen
De artiesten hadden succes met het lied in Nederland. Het piekte op de vijftiende plaats van de Single Top 100 en stond zeven weken in deze hitlijst. De Top 40 werd niet bereikt; het lied bleef steken op de negentiende plaats van de Tipparade.